# 高橋靖治
高橋 靖治（たかはし やすじ、1969年 - ）は日本の映像ディレクターである。
東京都渋谷区出身。成城学園高等学校卒、
成城大学経済学部経済学科卒。

## テレビ演出・プロデュース作品

### ドキュメンタリー
- 世界遺産　ガウディの建築群Ⅰ・Ⅱ　(ＴＢＳ)
- 世界遺産　バラガン邸と仕事場
- 世界遺産　ウシュマル
- 世界遺産　チチェン・イッツア
- 世界遺産　古代都市ティカル
- 世界遺産　ハバナ旧市街と要塞群
- 世界遺産　プリトヴィツェ湖群国立公園
- 世界遺産　マテーラの岩窟住居
- 世界遺産　ポンペイ遺跡
- 世界遺産　セゴビアの水道橋
- 世界遺産　ビスカヤ橋
- 世界遺産　セビリア大聖堂
- 世界遺産　サンティアゴ・デ・コンポステーラ
- 世界遺産　アイアンブリッジ
- 世界遺産　ストーンヘンジ
- 世界遺産　ロンドン塔
- 世界遺産　ボルドー旧市街
- 世界遺産　ベルリンのモダニズム集合建築群
- 世界遺産　ヴュルツブルグ司教館
- 世界遺産　シェーンブルン宮殿
- 世界遺産　ハルシュタット
- 情熱大陸　村治佳織(ギタリスト)
- 情熱大陸　村治佳織２(ギタリスト)
- 情熱大陸　デビッド木下(プロサーファー)
- 情熱大陸　小池ミモザ(バレエダンサー)
- 情熱大陸　大萩康司(ギタリスト)
- 謎の海底遺跡ⅠⅡ(ＢＳ−ＴＢＳ)
- 建築の記憶　#1 〜 #150
- 3D世界遺産　ガウディの建築群(ＢＳ−ＴＢＳ)
- 3D世界遺産　ロワール渓谷
- 3D世界遺産　ビスカヤ橋
- 理想の住まいとは？〜建築家と巡る空間の旅〜

### バラエティ
- ウエディングベル(ＴＢＳ)
- face
- シンク
- ラ・フィーネ
- du cafe
- スパスパ人間学
- ＠カルチャー(ＢＳ−ＴＢＳ)
- Mr.マリック特番Ⅰ・Ⅱ
- スーパー知恵MON
- 素敵なあなた
- わいわいティータイム
- もぎたてサラダ
- ジャスト(ＴＢＳ)
- 涙そうそうスペシャル

## Blu-ray・DVD作品
- 世界遺産「アントニ・ガウディの作品群Ⅰ・Ⅱ」
- 世界遺産「絶景」

## ミュージックビデオ演出作品
- 大萩康司　「鐘のなるキューバの風景」(2005年)
- 大萩康司・趙静　「10弦の響 ライヴ」(2006年)
- 夏川りみ　「さようなら　ありがとう」(2005年)
- 宮本笑里　「Les enfants de la Terre ～地球のこどもたち～」

## CM監督作品
- ゴッホ展(新国立美術館)
- フェルメール展(東急文化村)
- 野村不動産　プラウド　デンマーク編
- 野村不動産　プラウド　プリトヴィツェ湖群編
- 野村不動産　プラウド　ボルドー編
- 野村不動産　プラウド　フォンテーヌブロー城編
- 野村不動産　プラウド　オランダ編
- 野村不動産　プラウド　ホワイトヘブンビーチ編
- 野村不動産　プラウド　ポルトフィーノ編
- 野村不動産　プラウド　セントラルパーク編
- 野村不動産　プラウド　ファンズワース邸編
- 野村不動産　プラウド　富士山編
- 野村不動産　プラウド　ニューヨーク編
- 野村不動産　プラウド　セヴェランスホール編

## 短編映画 監督作品
リバー映画祭(2017)・ダラスアジアン映画祭(2017)正式上映作品　　　
「THE WATER NEVER STAYS」